# 8812 Kravtsov
8812 Kravtsov è un asteroide della fascia principale. Scoperto nel 1982, presenta un'orbita caratterizzata da un semiasse maggiore pari a 2,6336485 UA e da un'eccentricità di 0,2508316, inclinata di 6,60957° rispetto all'eclittica.